# Without You (canción de David Bowie)
«Without You» es una canción escrita por el músico británico David Bowie para su álbum de 1983, Let's Dance. Fue publicado como sencillo promocional en los Estados Unidos, Japón, España y los Países Bajos en noviembre de 1983.
La carátula frontal presenta un diseño hecho por el artista Keith Haring.

## Lista de canciones
EMI America — B-8190
1. «Without You» – 3:09
2. «Criminal World» – 4:25

## Créditos
Créditos adaptados desde las notas del álbum.
- David Bowie – voz principal y coros
- Stevie Ray Vaughan – guitarra
- Nile Rodgers – guitarra
- Bernard Edwards – bajo eléctrico
- Tony Thompson – batería
- Stan Harrison – saxofón
- Steve Elson – saxofón
- Frank Simms – coros
- George Simms – coros

## Posicionamiento
| Gráficas (1984)                    | Pico de posición |
| ---------------------------------- | ---------------- |
| Estados Unidos (Billboard Hot 100) | 73               |